# طوطی‌های خاکستری
طوطی‌های خاکستری (نام علمی: Psittacus) یک سرده‌ از طوطی‌های خاکستری آفریقایی در زیرخانواده طوطیان آفریقایی است. این سرده دارای دو گونه است: طوطی خاکستری یا کاسکو ( Psittacus erithacus ) و طوطی تیمنه ( Psittacus timneh ).

### گونه‌ها
این سرده، اکنون تنها دو گونه دارد. 
برخی از پرورش‌دهندگان پرندگان، گونه‌های سوم و چهارم را می‌شناسند، اما این گونه‌ها در مطالعات علمی قابل تشخیص نیستند. 

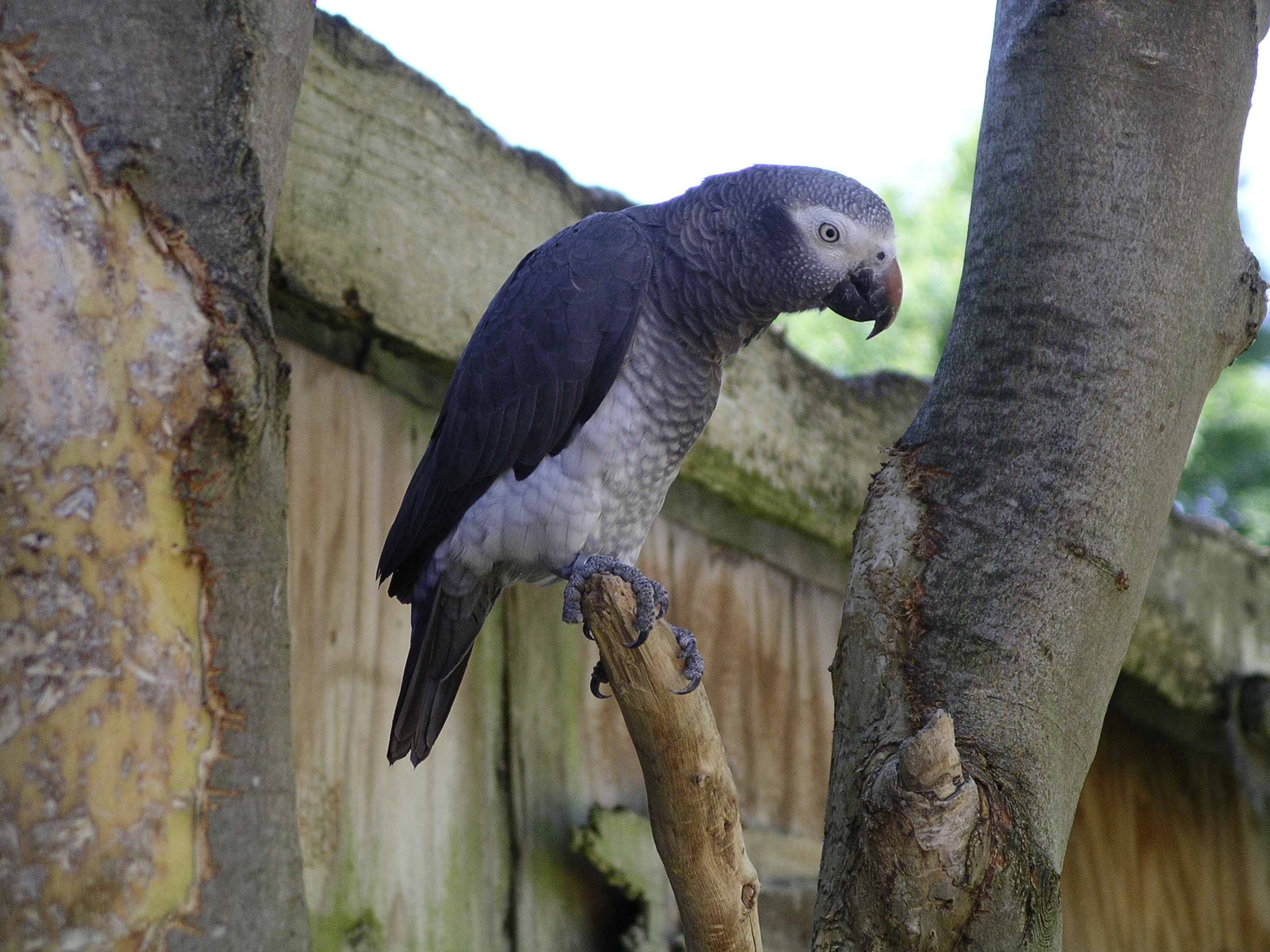
طوطی تیمنه (با بال‌های قیچی شده)

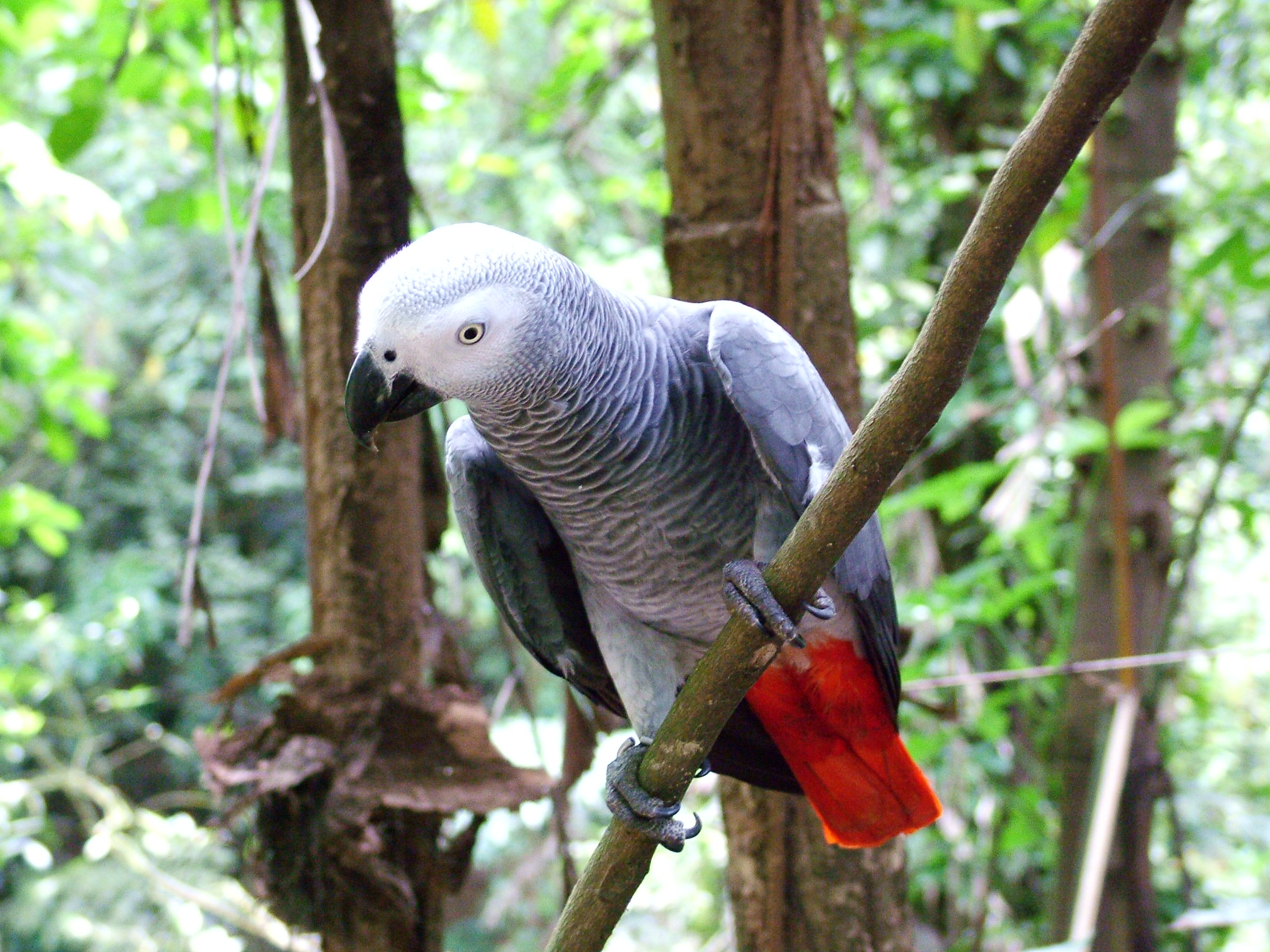
طوطی خاکستری در یک باغ پرندگان

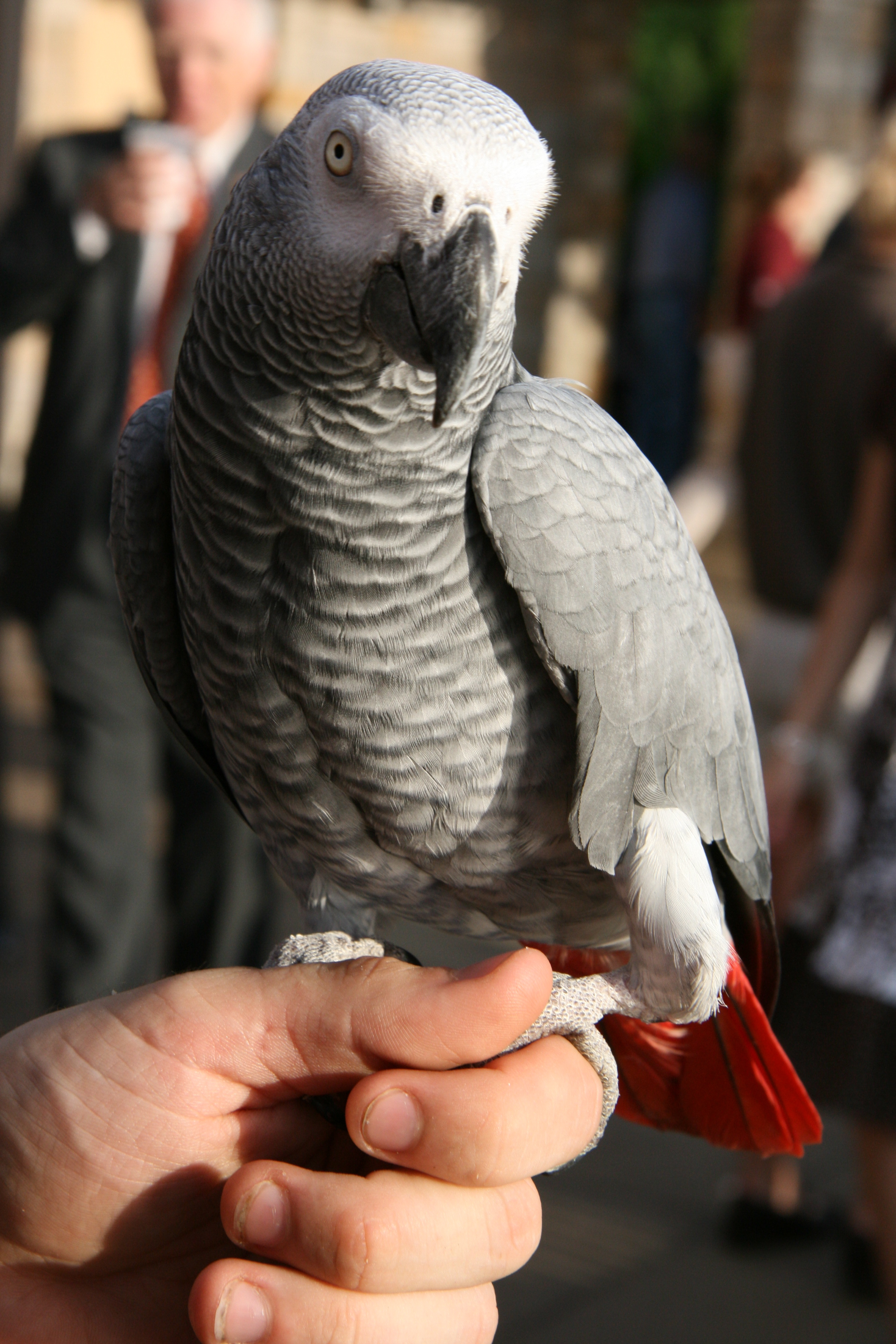
یک طوطی خاکستری خانگی